# Mercedes-Benz W201
Toen in 1982 Mercedes-Benz met het idee kwam een Mercedes op de markt te brengen die een jonger publiek zou aanspreken, werd de 190 serie (fabriekscode W201) geïntroduceerd. Er werd lange tijd getwijfeld of dit model de reputatie van Mercedes wel goed zou doen. De 190 was in die tijd een kleine auto voor Mercedes-begrippen en werd ook wel de 'Baby-Benz' genoemd.

## Techniek
De eerste exemplaren waren voorzien van een viercilinder benzinemotor met een slagvolume van 1997 cc. Men had de keuze uit een carburateurversie of benzine-inspuiting, gekoppeld aan een handgeschakelde of (optioneel) automatische vierversnellingsbak. In de herfst van 1985 werd de vijfversnellingsbak als optie aan de prijslijst toegevoegd. In de loop van de tijd werden verder nog een 'goedkope' 190E 1.8 (de 'Plan-Oort auto': net geen vijftigduizend gulden), de viercilinder 190E 2.3, de sterke zescilinder 190E 2.6 en de sportieve 190E 2.3-16 met 185 pk aan het palet toegevoegd. Laatstgenoemde werd in 1988 vervangen door de 190 E 2.5-16. Beide hadden door Cosworth getunede cilinderkoppen. De 2.5-16 kwam ook als EVO I en EVO II met iconische achterspoiler, waarbij laatstgenoemde liefst 235 pk had.
Eind 1983 werd een tweeliter dieselmotor met 72 pk/53kW uitgebracht. Vanwege de concurrentie met BMW, die in 1984 een aantal vlotte dieselmotoren in de 3-serie en de 5-serie introduceerde, antwoordde Mercedes-Benz met de aanmerkelijk vlottere 190D 2.5 vijfcilinder dieselmotor met 90pk/66kW met handgeschakelde vijfversnellingsbak of automatische viertrapstransmissie. In 1986 bracht Mercedes-Benz deze dieselversie zelfs met een turbo uit; deze uitvoering leverde 122 pk.

### Gegevens
Benzine
| Type         | Motor     | Motor     | Motor   | Vermogen | Koppel | Jaartal     |
| Type         | Inhoud    | Cilinders | Kleppen | Vermogen | Koppel | Jaartal     |
| ------------ | --------- | --------- | ------- | -------- | ------ | ----------- |
| 190 E 1.8    | 1.797 cm³ | 4-in-lijn | 8V      | 109 pk   | 150 Nm | 1990 - 1993 |
| 190          | 1.997 cm³ | 4-in-lijn | 8V      | 105 pk   | 170 Nm | 1983 - 1986 |
| 190          | 1.997 cm³ | 4-in-lijn | 8V      | 102 pk   | 160 Nm | 1986 - 1990 |
| 190 E        | 1.997 cm³ | 4-in-lijn | 8V      | 122 pk   | 178 Nm | 1983 - 1988 |
| 190 E        | 1.997 cm³ | 4-in-lijn | 8V      | 118 pk   | 172 Nm | 1986 - 1993 |
| 190 E 2.3    | 2.299 cm³ | 4-in-lijn | 8V      | 136 pk   | 205 Nm | 1986 - 1988 |
| 190 E 2.3    | 2.299 cm³ | 4-in-lijn | 8V      | 132 pk   | 198 Nm | 1988 - 1993 |
| 190 E 2.3-16 | 2.299 cm³ | 4-in-lijn | 16V     | 185 pk   | 235 Nm | 1984 - 1988 |
| 190 E 2.3-16 | 2.299 cm³ | 4-in-lijn | 16V     | 170 pk   | 220 Nm | 1986 - 1988 |
| 190 E 2.5-16 | 2.498 cm³ | 4-in-lijn | 16V     | 194 pk   | 235 Nm | 1988 - 1993 |
| 190 E 2.6    | 2.599 cm³ | 6-in-lijn | 12V     | 166 pk   | 228 Nm | 1986 - 1988 |
| 190 E 2.6    | 2.599 cm³ | 6-in-lijn | 12V     | 160 pk   | 220 Nm | 1988 - 1993 |

Diesel
| Type            | Motor     | Motor     | Motor   | Vermogen | Koppel | Jaartal     |
| Type            | Inhoud    | Cilinders | Kleppen | Vermogen | Koppel | Jaartal     |
| --------------- | --------- | --------- | ------- | -------- | ------ | ----------- |
| 190 D           | 1.997 cm³ | 4-in-lijn | 8V      | 72 pk    | 123 Nm | 1984 - 1988 |
| 190 D           | 1.997 cm³ | 4-in-lijn | 8V      | 75 pk    | 126 Nm | 1988 - 1993 |
| 190 D 2.5       | 2.497 cm³ | 5-in-lijn | 10V     | 90 pk    | 154 Nm | 1985 - 1988 |
| 190 D 2.5       | 2.497 cm³ | 5-in-lijn | 10V     | 94 pk    | 158 Nm | 1988 - 1993 |
| 190 D 2.5 Turbo | 2.497 cm³ | 5-in-lijn | 10V     | 122 pk   | 225 Nm | 1987 - 1988 |
| 190 D 2.5 Turbo | 2.497 cm³ | 5-in-lijn | 10V     | 126 pk   | 231 Nm | 1988 - 1993 |

## Kwaliteit
De Mercedes Benz 190 serie was een kwalitatief hoogwaardige auto, die bij goede behandeling en regelmatig onderhoud, extreem hoge kilometrages wist te realiseren. Zowel op het gebied van de techniek als ook wat betreft het plaatwerk was de W201 serie nagenoeg onverwoestbaar. Dat blijkt zeker uit de hoeveelheid exemplaren die alleen al in Nederland nu nog dagelijks aan het verkeer deelnemen. Schrijver Jeroen van Bergeijk geeft met zijn boek 'Mijn Mercedes is niet te koop' een aardig inzicht in de sterke kanten van de Mercedes Benz 190D.
Ondanks alle aanvankelijke scepsis, bleek de 190-serie een schot in de roos geweest te zijn: deze auto bleef elf jaar in productie. In 1993 werd het model vervangen door de Mercedes-Benz C-klasse.